# 混合動力車輛驅動裝置
混合動力車輛驅動裝置（Hybrid vehicle drivetrains）是在混合動力車輛中傳送動力使車輪運轉的裝置。混合動力車輛中會有許多不同種類的動力。
混合動力車輛有許多不同的組態。例如混合動力車輛主要以汽油引擎為動力來源，但可以切換到以電動車為動力來源。
結合內燃機以及電動機動力的柴电动力驅動，已有長久的歷史，主要用在鐵路機車上。柴电动力不符合混合動力驅動的定義，因為其電動機的傳輸不只是輔助動力來源而已，而是直接取代了機械式的驅動系統。最早陸上的混合動力車輛是美國1935年至1948年在紐澤西運行的無軌電車，主要是用電纜線上輸送的牽引電流為動力來源，無軌電車中的内燃机不直接提供牽引馬達電力，而是直接驅動機械驅動系統。因此在沒有電纜線的地區，無軌電車仍可以提供收費營運。自1990年代起，無軌電車已引入小型的電廠，以提供緊急以及維修用的低速運行能力，但不提供收費營運。
汽車的动力总成（powertrain）包括轉換能量需要的所有零件。动力总成可以用化學能、太陽能、核能或是動能，以此能源來推動車輛。最早期的例子是蒸汽火車頭。近代常見的例子有电动自行车。混合动力电动汽车結合了電動車電池（或双电层电容器）以及內燃機，內燃機的功率可以直接推動車輛，或是幫電池充電。有些混合動力車輛也用飛輪來儲存能量。
在許多的混合動力車輛中，混合電動機及內燃機的混合動力車輛已在2016年商品化。其中有一種是電動機及內燃機並聯，由兩個設備一起提供勳力。另一種是串聯式。兩個動力來源都可以作主動力來源，另一個則是輔助來源。其他的組合方式可以透過能源管理以及能源再生來有較高的效率，但會有費用、複雜度以及電池限制上的問題。混合內燃機及電動機的車輛，其電池容量會比傳統純內燃機車輛的電池要大很多。前者的電池能源密度較大，但比較貴。傳統車輛的電池只需要讓車內的電子系統運作，並且供引擎的火星塞點火即可。

## 依設計分類

### 並聯式混合動力

並聯式油電混合電動車的架構，灰色的方塊是差速器

並聯式混合動力系統有內燃機以及馬達，二個都可以獨立運轉來驅動車輛，也可以一起運轉，這是2016年最常見的混合動力系統。
若二個動力來源在軸上並聯，二者的轉速需相等，所提供的扭力會疊加（大部份的電動腳踏車也是這一型的）。若二個動力來源中只啟動一個來源，另一個動力來源也需要以相等速度旋轉，不然二個動力來源就要用單向的離合器或Freewheel來連接。
若二個動力來源是驅動同一個軸（例如油電混合車的馬達是和引擎驅動同一個軸），二個動力來源需要以相同速度旋轉，用馬達來調節輸出扭力（本田 Insight的前二代即使用這種系統）
混合動力車輛可以再依二個動力來源的負載分配來分類：以引擎為主（才在有需要時才讓馬達輸出扭力）或以馬達為主。
並聯式混合動力系統更強調再生制動，而引擎也可做為是輔助充電的發電機。因此在都市stop-and-go的運行條件下格外有效率。其電池包容量會比其他的混合動力系統要小。本田技研工业早期的Insight、Civic、及Accord等使用整合馬達輔助（IMA）的混合車都是並聯式混合動力系統的例子。通用汽車的Parallel Hybrid Truck（PHT）、BAS Hybrid（像是Saturn VUE、Aura Greenline、Chevrolet Malibu hybrids）也使用這種混合架構。

#### 透過道路（TTR）並聯
另一種並聯的方式是透過道路（through the road、TTR）並聯。此系統中由傳統傳動系統驅動汽車的一個軸，由馬達驅勳另一個軸。此配置曾用在最早的off track無軌電車中，透過道路並聯的效果是完整的備用動力系統。而在回升剎車時可以透過馬達讓電池充電，或是在巡航時讓馬達出力。這在動力管理上會比較簡單。此配置的好處是可以有四輪傳動的效果（類似的例子是自行車的前輪用輪轂馬達，輔助踏板及後輪的傳動）。這一型的車有Audi 100 Duo II及Subaru VIZIV概念車、标致雪铁龙集团的标致3008、標緻508、508 RXH、Citroen DS5，上述的都用HYbrid4系統、Volvo V60 plug-in hybrid、BMW 2 Series Active Tourer、BMW i8及Honda NSX第二代。

### 串聯式混合動力

串聯式混合動力的架構圖。灰色方塊是差速器。

串聯式混合動力（Series hybrid）也稱為是增程式電動汽車（extended-range electric vehicles，EREV）。（加州空氣資源委員會將有特殊特性的串聯式油電混合車分類為增程式電動汽車。）)
自1903年起，電動傳動就已是取代機械傳動的另一種方式。傳統的機械傳動有許多的缺點，例如重量、體積、噪音、成本、複雜度，不論是自動換檔或是手動換檔，換檔時都會消耗引擎的動力。馬達和引擎不同，用馬達作為動力來源不需要變速箱。
在效果上來看，可以將引擎和車輪之間的機械傳動系統改為發電機、纜線以及控制線、再加上牽引電動機，好處是引擎不需直接驅勳傳動系統。
串聯式混合動力系統常見於柴电动力鐵路機車及船隻（俄羅斯的河船Vandals在1903年問世，是世界上第一個柴油動力及柴电动力船隻），斐迪南·保時捷成功的是將串聯式混合動力系統用在20世紀初的賽車上，包括Lohner–Porsche Mixte Hybrid。保時捷將此系統命名為System Mixte，在兩個前輪各安裝一個輪轂馬達，以此賽車創下高速的記錄。

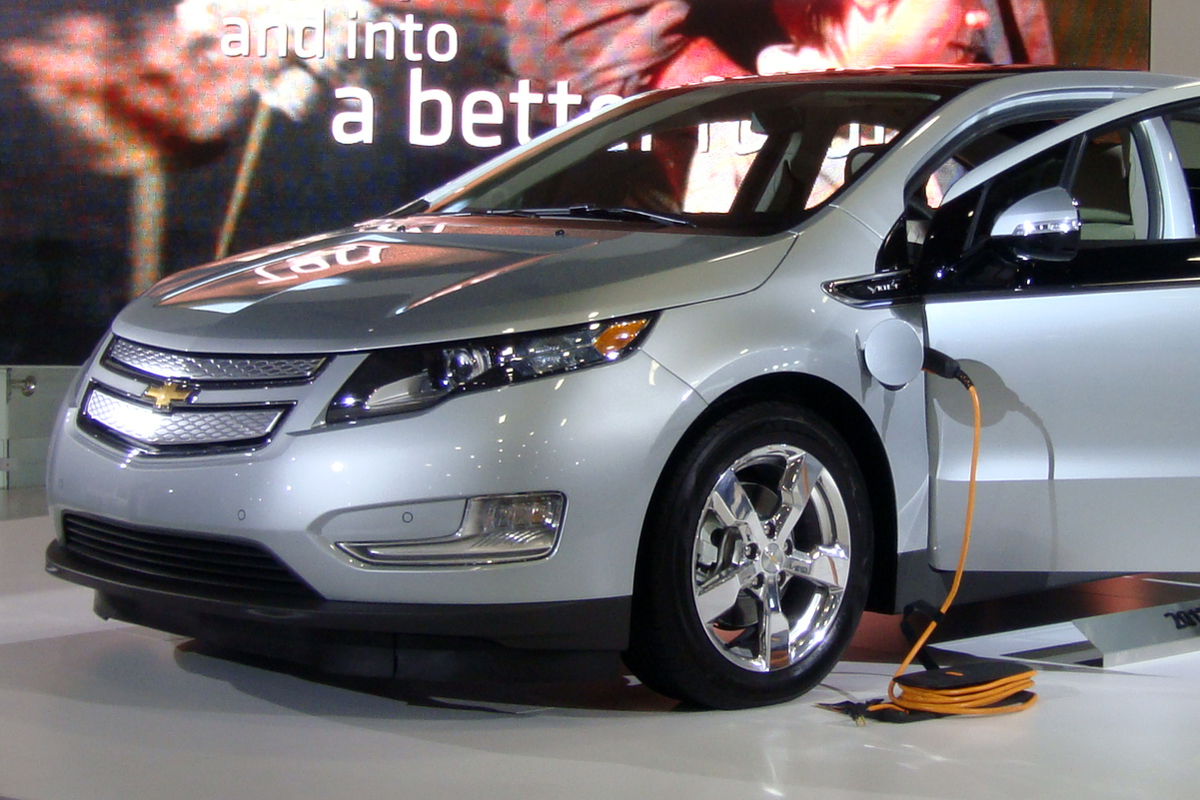
雪佛兰沃蓝达也是串聯式混合動力系統

若串聯式混合動力系統中，在發電機和牽引電動機之間有電池作為能量緩衝的媒介，其靈活性較高、效率較高，廢氣排放也比較少。此組態中，引擎驅動發電機，不會直接驅動和車輪相連的傳動系統。將引擎和動力需求端隔開，讓引擎可以在其最佳效率的轉速下運轉。原動機是由電池作為能源來源，可以使用較小的引擎，其排氣量可以比像傳統汽車的引擎要小。
串聯式混合動力系統的牽引電動機可用電池為動力來源，或以引擎／發電機為動力來源（或兩者都使用）。多半牽引電動機只由電池供電，而電池可以由外部電源（例如電網）充電。這可以讓有引擎／發電機的車輛，只在電池電力不足，或是需要為電池充電時，才發動引擎。

#### 系統組成
電動機的效率比引擎要好，可以在寬速度範圍有高功率重量比。若引擎是在設計的最佳轉速定速行駛，引擎效率會比電動機要好。
引擎若是用來推動發電機，引擎就可以運作在其最佳轉速下。串聯式混合動力系統沒有齒輪換檔，因此可以平順的加速。 串聯式混合動力系統包括以下組成及模式：
- 只用牽引電動機：只用牽引電動機來推動車輪。
- 引擎：引擎只推動發電機。
- 發電機：由引擎推動旋轉，產生動力，並且啟動引擎。
- 電池：儲存能量及能量緩衝。
- 回升剎車：驅動的電動機變成了發電機，將動能轉換為電能，並且使車輛減速，減少熱損失。

此外
- 串聯式混合動力系統可以插電，由電網補充電池的能量。
- 双电层电容器輔助電池，在剎車時儲存大部份回升的能量。

#### 細節
電動機的能量來源可以完全由電池提供，也可以由引擎推動發電機提供，或者兩者同時提供。這種電動車在概念上重現了柴电动力的鐵路機車，再加上了電池，讓車輛在不驅勳引擎的情形下仍可以行駛，也是在加速以及需要更高速度時的能量緩衝裝置。發電機也可能同時供電給電池以及電動機。
當車輛停止時，不會將引擎運轉在怠速，會讓引擎直接停止，由電池提供車輛不行駛時需要的能源。若車輛在等紅綠燈，或是因為交通原因而慢速行駛，這些情形下不會驅動引擎，以降低引擎排放的廢氣。
串聯式混合動力系統也可以配合双电层电容器或飛輪來儲存再生制動能量，這可以節省傳統剎車系統變成熱能損失掉的能量。串聯式混合動力系統沒有引擎和車輪的直接機構連接，因此引擎可以定速運轉，不受實際車速影響，因此可以提高引擎效率（37%，比一般引擎運作的20%平均效率要好）。若在中低速時，整體效率可以提昇50%（29%和19%）。
莲花汽车提供一組引擎和發電機的設計，可以在兩種速度以下行駛，透過整合電子發電機（integrated electrical generator），若轉速是1500rpm，可以提供電氣功率15 kW，若轉速是3500rpm，可以提供35 kW，此設計已用在Nissan的概念車Infiniti Emerg-e。
此運作方式也允許較大範圍的替代引擎設計，例如燃氣渦輪發動機、阿特金森循环或線性內燃機。
若考慮巡航速度下的功率輸出，引擎會和電動機有對應的輸出。一般而言，引擎的輸出功率是假定為瞬時（峰值）輸出功率，但實務上無法這樣使用。
裝在車輪內的電動機可以節省許多傳統的機械傳動結構：變速箱、傳動軸及差速器，有時也可以省去可撓接頭。
豐田汽車在1997年推出了串聯式混合動力車，是在日本第一款販售的串聯式混合車型。澳洲Ashburton的DesignLine公司製造了用微型燃氣渦輪和電池為混合動力來源的市區公車。萊特巴士生產了串聯式混合動力巴士，例如萊特雙子星二型和New Routemaster。AFS Trinity公司也曾在改裝的釷星Vue越野車中使用双电层电容器和锂离子电池的電源，若有加裝双电层电容器，該公司聲稱在串聯式混合動力的組態下其單位燃料里程數可以到150 mpg。
廣為人知的串聯式混合動力車包括有宝马i3（加裝了增程器）。另一個例子是費司克因果。雪佛兰沃蓝达也算是串聯式混合動力，但若時速超過70 mph，會有一個機械連接裝置，直接連接引擎和車輪。
串聯式混合動力也有用在飛機上。由西门子公司、鑽石飛機工業集團及空中客车聯合設計的DA36 E-Star是串聯式混合動力，其推動器會帶動西門子的70 kW（94 hp）電動機運轉。因此可以省去功率級的螺旋槳減速器。其目的是為了減少油耗及排氣，最多可以減少25%。會用飛機上Austro引擎公司所做，40 hp（30 kW）的汪克爾引擎及發電機來提供電力。
選用汪克爾引擎的原因是其體積小、重量輕、功率重量比高。（汪克爾引擎在2,000 RPM定速下的效率很好，這也是適合發電機運作的轉速。汪克爾引擎在汽車應用中有許多的缺點，但因為定速或是小範圍頻率變化的運作，這些問題就不太會出現了）。
在起飛、爬升時，為了減少噪音，引擎不會運作，電子推進器馬達會用電池中的電力作為能量來源。此系列飛機的動力系統比上一代少了100公斤。DA36 E-Star最早是在2013年6月開始營運，是第一架飛行的串聯式混合動力飛機。鑽石飛機認為此一技術適合可載一百人的飛機。

#### 輪轂馬達
若電動機都在車體內，就需要可撓接頭，但若電動機是在車輪內，就可以省去此一機構。輪轂馬達的一個缺點是簧下質量增加，懸吊的反應性會降低，不過若輪轂馬達是Hi-Pa Drive，本身很小也很輕，有非常高的功率重量比，而且輪轂馬達本身就可以讓車輛煞車，也省去了煞車機構。
個別輪轂馬達的好處包括簡化了循跡控制系統，若有需要，可以進行全輪驅動，而且底盤可以比較低，適用於巴士及其他特別的車輛（有些重型增程機動戰術卡車就會用輪轂馬達）柴电动力鐵路機車使用此一概念（每一對輪子在軸上用一個電動機驅動）已有70年的時間。
其他對策（例如使用鋁車輪）也可以減少車輪組立的簧下質量，車體設計也可以將較重的組件（例如電池）放在底盤，以使重心降低，達到最佳化。典型的公路車輛中，動力傳動裝置會比傳統的機械傳動裝置更小也更輕，因此空出較多的體積。引擎和發電機只需要接電線到電動機即可，增加主要零件位置規劃的靈活度，因此車內的重量分佈可以最佳化，也可以讓車廂內空間最大化，也可以因為這種靈活性，在車輛設計上可以繼續進步。

### 串並聯式混合動力

串並聯式混合動力的結構

串並聯式混合動力（series-parallel hybrid）也稱動力分配式混合動力（Power-split hybrid），是加入動力分配式元件的並聯式混合動力，讓從引擎到車輪的動力傳輸可以透過機械達成，也可以透過電子系統達成。
引擎在低轉速下的扭力最小，傳統的汽車為了起步時加速度旳需求，會加大引擎尺寸以符合市場規格。引擎越大，在巡航模式下其輸出功率能力會比巡航需要的功率要多許多。馬達在靜止時可以輸出全扭力，可以補充在引擎低轉速時扭力不足的問題。在串並聯式混合動力車輛中，可以使用較小、較有效率、靈活度較高的引擎。傳統奧圖循環的引擎功率密度較高、低轉速下的扭力較大，但效率較差，可以更換為功率密度較低、低轉速下的扭力較小，但效率較高的阿特金森循环或米勒循環引擎。引擎越小，使用的循環效率較高，運作在BSFC圖中較理想的位置，因此可以顯著提昇車輛的整體效率。串並聯式混合動力車輛在中高速時，會直接用引擎配合機械傳動來驅動車輪，避免能量轉換過程中的損失。

## 混合動力的程度差異
| 種類             | 怠速熄火系統 | 再生制動 電子增速 | 消耗電量模式模式 | 是否可充電 |
| ---------------- | ------------ | ----------------- | ---------------- | ---------- |
| 輕度混合動力     | 是           | 否                | 否               | 否         |
| 中度混合動力     | 是           | 是                | 否               | 否         |
| 重度混合動力     | 是           | 是                | 是               | 否         |
| 插電式混合動力車 | 是           | 是                | 是               | 是         |

### 輕度混合動力
輕度混合動力（Micro Hybrid）同時擁有內燃機及電動機兩種動力來源，不過只用內燃機驅動車輛行走，電動機則用作幫助內燃機啟動及在內燃機停止運作時提供電力供應車內電器，又稱怠速熄火系統（Start-stop system）。嚴格來說，輕度混合動力不算是真正的混合動力車輛，因為沒有用兩種不同種類的動力來源，只是比較節省燃料的作法。
在怠速熄火系統中，馬達也在内燃機起動前的一刻將內燃機驅動至較高轉速，避免讓內燃機在低效率的低轉數情況下運作，從而減少起動時的耗油量及機械損耗。電腦也設定在减速或刹車時自動關閉内燃機，減少內燃機空轉的時間以進一步達節省燃油的效果。怠速熄火系統通常配有啟動開關，可依駕駛的需求選擇是否啟用。怠速熄火系統優點就是開發成本低；缺點就是節能效率極有限（仍不到10%）及熄火時冷氣會關閉（在氣溫高時會減低舒適度、其溫差容易造成感冒，不過少數的車種仍可以在熄火時開啟冷氣）。因為開發成本極低故目前已被多家廠商使用，例如賓士、雪鐵龍、馬自達、標緻汽車和Smart。
同屬賓士集團的賓士與Smart開發的微型油電混合系統名叫mhd（micro hybrid drive之縮寫），就是很典型的怠速熄火系統，該系統的核心是一個由皮帶驅動的啟動發電機，取代了一般傳統的發動機與發電機。這具啟動發電機供應了汽車的電力系統，同時還能快速啟動車輛的汽油引擎。目前mhd已套用在Smart Fortwo mhd上販售，未來將擴展於更多的車款如SLK。
同屬PSA集團的雪鐵龍和標緻也有名為e-HDi的怠速熄火系統，它配合一具1.6升柴油渦輪增壓引擎，以STOP & START怠速熄火系統並加上煞車動能回收系統，其優勢是在熄火時冷氣仍可運轉一小段時間，可在市區擁擠的交通狀況下，節省燃油損耗達到15%的效果，目前搭載在C4、308、3008和5008上。
馬自達的Skyactiv節能技術裡也有一套i-Stop怠速熄火系統，它同時還配合Skyactiv系列引擎以及i-ELOOP動能回收系統。Skyactiv系列引擎包含了Skyactiv-G汽油引擎與Skyactiv-D柴油引擎，i-Eloop動能回收系統則是一套改以輕量化的電容代替電池作蓄電裝置的系統。Skyactiv節能技術配合新的「魂動」設計語言，於2012年開始一一植入馬自達旗下的新發表車款。

### 中度混合動力

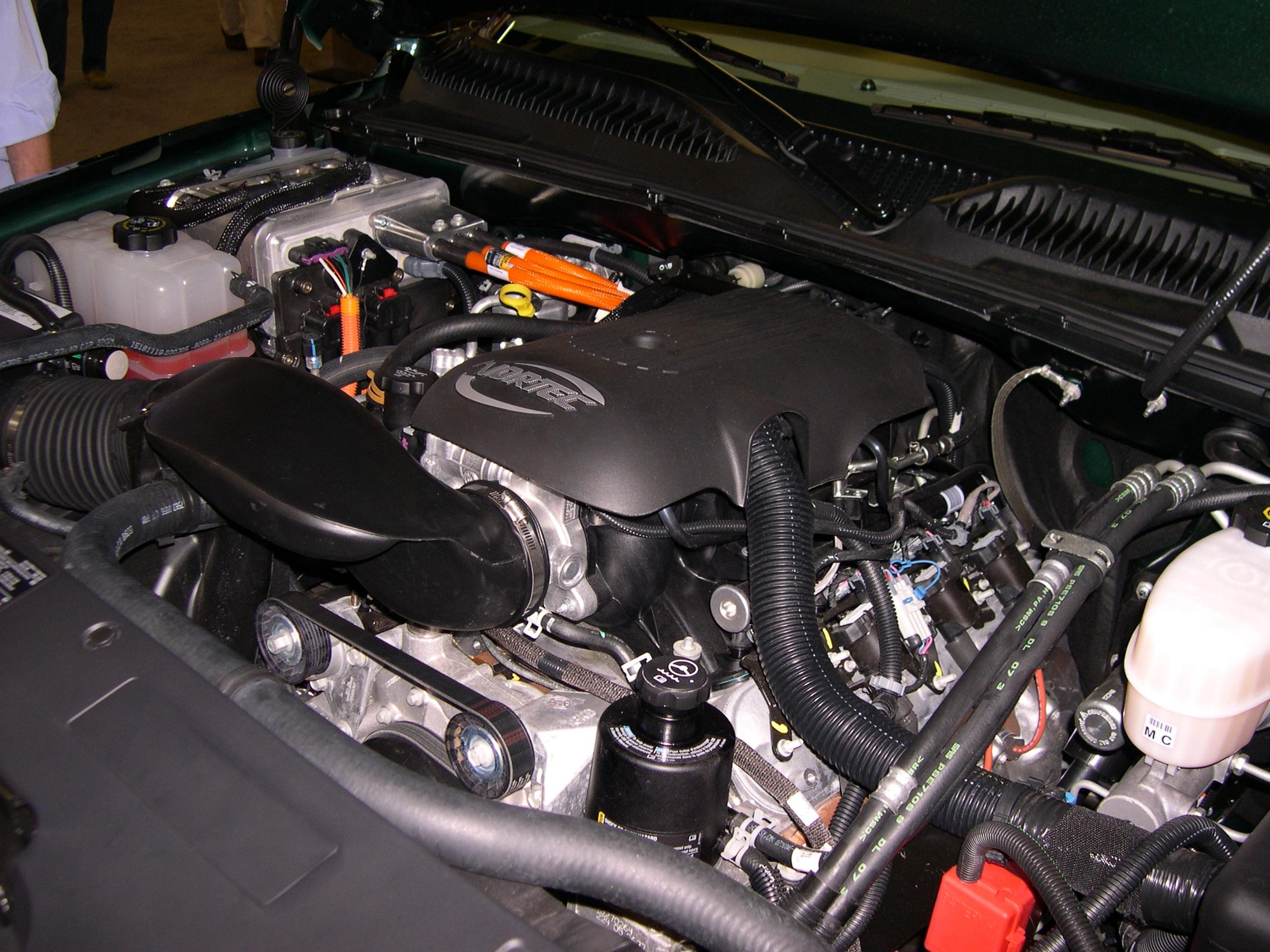
2006年GMC Sierra混合動力車的引擎

中度混合動力車輛是加裝混合動力硬體的傳統車輛，其混合動力的能力有限。一般來說，中度混合動力會是並聯式混合動力，有怠速熄火系統機能，也有一些引擎輔助或是再生剎車機能。中度混合動力車輛多半沒有全電動行駛的能力。
像2004年至2007年通用汽車的Parallel Hybrid Truck以及本田汽車的Eco-Assist hybrid，是搭配了放在離合器罩內的三相馬達，連接引擎和變速箱，讓車輛在滑行、剎車或停止時可以關閉引擎，也可以快速啟動引擎使車輛行駛。若引擎關閉時，仍有電源提供給車輛的附加設備，而且可以透過再生剎車將能量回送到電池。在油料注入引擎之前，會先由馬達使引擎以運行速度旋轉。
2004年至2007年的雪佛蘭SilveradoPHT是全尺寸的皮卡車。此車輛依動力需求關閉及重啟引擎，也有再生剎車系統，可以讓效率提高10%。其電能只用在動力方向盤之類的車輛附加設備。GM PHT的電源是42V系統，透過三顆12&nbspV的铅酸蓄电池串聯（36V）來提供啟動馬達以及其他附加設備的電源。
後來通用汽车推出了BAS Hybrid，是在2007年Saturn Vue上開始使用的中度混合動力系統。其關閉及重啟引擎的機能類似Silverado，不過是用皮帶連接到馬達／發電機單元。
中度混合動力有時也會稱為是辅助混合动力（power-assist hybrids），因為以引擎為主動力來源，在傳統汽車的動力總成中加入馬達來提昇力矩。馬達會加在引擎和變速箱之間。其本質是大的啟動馬達，當需要帶動引擎運轉時啟動，若駕駛踩油門，需要額外動力時也會啟動。啟動馬達也可以重啟引擎，在汽車不行駛時關閉引擎，由電池系統提供車輛附加設備電力。GM推出的别克君越和别克君威，其中度混合動力系統稱為Eassist.
本田汽車在2015年之前的混合動力車輛（包括Insight）都使用上述的設計，也配合公司在小型高效率汽油引擎上的經驗。其系統稱為整合動力輔助系統（IMA）。IMA混合動力車輛無法只靠電力來使汽車行進。不過因為其電能需求少很多，系統尺寸也因此而縮小。

### 重度混合動力

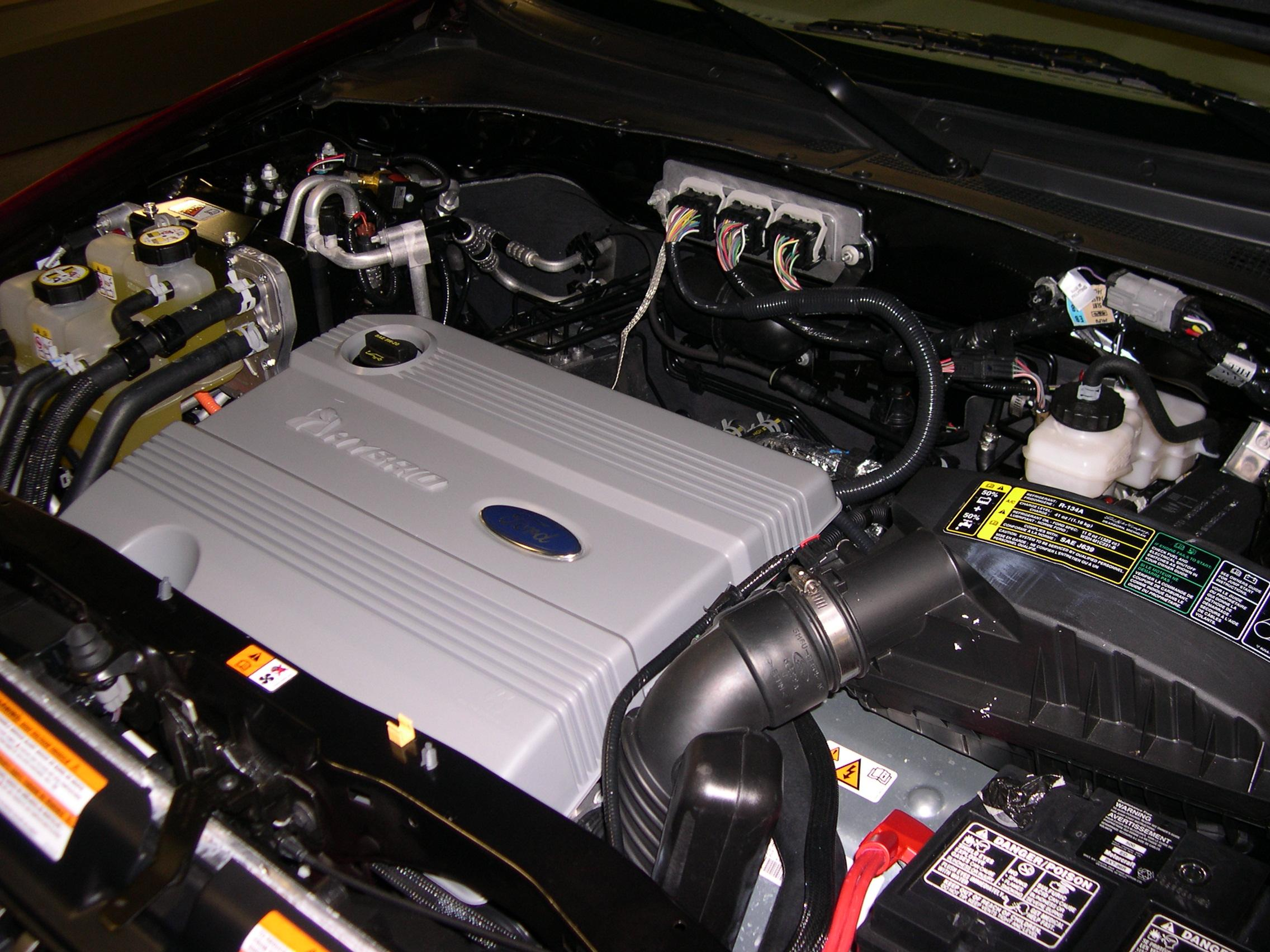
2006年Mercury Mariner混合動力車的引擎

重度混合動力（full hybrid）也稱為强混合動力（strong hybrid），是指汽車的動力來源可以是引擎、馬達，或兩者同時啟動。豐田普銳斯、豐田Camry Hybrid、福特Escape Hybrid/Mercury Mariner Hybrid、福特Fusion Hybrid/林肯MKZ Hybrid/Mercury Milan Hybrid、福特C-Max Hybrid、起亞Optima Hybrid和通用汽車2-mode hybrid卡車和休旅車都是重度混合動力，其特點是可以只靠電池驅動馬達，使車輛行駛。因此需要大型，高容量的電池。這類的車輛在動力總成中會有較大的可變性，可以讓機械能和電能互相轉換。為了平衡各部份的力，車輛會在引擎和馬達之間加入類似差速器的連桿，連接到變速箱。
豐田汽車將其公司的重度混合動力技術命名為豐田混合動力系統（Hybrid Synergy Drive），用在普銳斯、豐田Highlander运动型多用途车及丰田凯美瑞。其中有電腦監控系統運作，決定整合其動力來源的方式。

## 依動力來源的分類

### 馬達－內燃機引擎的混合動力
有許多方式可以達到馬達－內燃機引擎（ICE）的混合動力，可以依馬達驅動系統和內燃機驅動系統的連接方式、各系統運作的時機，以及提供動力的比例來分類。主要可以分為串聯式混合動力（series hybrids）及並聯式混合動力（parallel hybrids），以並聯式混合動力比較常見。
在這些混合動力系統中，多半都會使用再生制動機能，在車輛減速時讓馬達變成發電機，以此方式來回收能量。
許多的混合動力系統也會在引擎不需要運行時關閉引擎，以節省能源。此一概念其實不是混合動力車才有的作法：速霸陸汽車在1980年代就在內燃機引擎汽車中導入此一技術、大众路波3L也是在車輛非行駛時會關閉引擎的傳統汽車。不過需考慮汽車配件的供電，例如在非行駛時的空氣調節系統（行駛時是由引擎所驅動）。而且，內燃機引擎的潤滑系統在剛啟動後的效果是最差的，大部份的機械磨損都是出現在這個階段，因此頻繁的將引擎啟動及熄火，會對引擎壽命有相當的影響。頻繁的將引擎啟動及熄火也會讓引擎無法在最佳溫度下運行，因此會降低效率。

燃料電池混合動力車的結構

### 電池和燃料電池的混合動力
以燃料电池為動力來源的車稱為燃料電池車，燃料電池車常會加上電池或是超級電容器，以在加速時提供峰值的功率，並且減少燃料電池的體積以及所需的功率（以及成本），此作法在效果上類似串聯式混合動力。

### 內燃機引擎－液壓混合動力車輛
液壓混合動力車輛使用液壓和機械元件代替電力。由可變排量泵代替馬達和發電機。用 液壓儲壓器儲存能量。容器中會有預充填加壓氮氣的柔性氣囊。泵流的液壓流體被氣囊中的壓縮氮氣所加壓。有些作法不會用加壓的氣囊，會改為液壓缸和活塞。液壓儲壓器比電池要便宜的多，而且更加耐用。液壓混合動力的技術最早是由德國在1930年代推出。Volvo Flygmotor自從1960年代早期就已將液壓混合動力實驗性的使用在公車上。
一開始的概念是用大的飛輪（可參考Gyrobus）來儲存能量，再透過靜液壓的傳送方式。此系統是由伊顿和許多其他的公司開發，主要用在大型車輛上，例如卡車、公車以及軍車。其中一個例子是福特在2002年推出的F-350 Mighty Tonka概念卡車。其中有伊顿的系統，可以讓卡車可以加速到高速公路的車速。
系統元件很貴，因此不太能安裝在小型的卡車以及汽車上。該系統的缺點是動力馬達在非全載時的效率不佳。研發焦點開始轉向小型車輛。有一家英國公司導入了電子控制的液壓馬達/泵浦，在任何速度和負載下效率都很高，因此小型車也可以使用液壓混合動力。該公司修改一部BMW的車以驗證可行性。這部BMW 530i在市區的MPG是標準車款的二倍。用的是標準的3,000引擎。內燃機引擎－液壓混合動力讓引擎的規格可以縮小，引擎只需要輸出平均功率即可，超過的功率則用由液壓儲壓器提供。
動能剎車的能量恢復率比較高，因此此系統比2013年的混合動力電動車要省電，在EPA測試中效率增加了60%到 70%。在EPA測試中，液壓混合動力的福特Expedition車，在車區駕駛中的結果是32 mi/US gal（7.4 L/100 km），高速公路則是22 mi/US gal（11 L/100 km）。
有一家公司的目標是要開創新型的設計，整合液壓混合動力的零件。其中大型笨重的液壓零件都整合到底盤內。其中一個設計使用大型的液壓儲壓器，同時也是結構底盤內，聲稱測試時可以到130mpg。液壓驅動馬達也整合到輪轂內內，在剎車時也可以回收剎車能量。其目的是在平均駕駛條件下可以到170 mpg。避震器以及動能剎車吸收的能量，一般來說可能會耗散掉，在該車輛中可以將其能量儲存在液壓儲壓器內。內燃機的功率是對應車輛的平均功率，提供液壓儲壓器能量。充飽的載液壓儲壓器可以讓車輛行駛15分鐘。
克萊斯勒在2011年1月和EPA合作設計，要開發適合客車的液壓混合動力系統。克萊斯勒修改量產的minivan車款，加入液壓混合動力系統。

### 內燃機引擎－氣壓混合動力車輛
汽車也可以用壓縮空氣作為動力來源。法國的Motor Development International正在開發空氣動力車。加利福尼亚大学洛杉矶分校機械和航太系曹子晴（Tsu-Chin Tsao）教授的團隊和福特的工程師合作在開發氣壓混合動力技術。系統類似混合電動車，儲存剎車時的能量，作為啟動時的輔助動力來源。

### 加上人力的混合動力
許多陸上車輛或是水中載具會用人力配合其他動力來源。常見的作法是並聯式混合動力，例如有槳的帆船、摩托化自行車或人力－電動混合動力車（例如Twike）。也有串聯式混合動力，也有些是三聯混合動力車，例如有太陽能電池、可插電充電的電池、以及踏板的車輛。

## 混合動力車輛驅動裝置的運作模式
混合動力車輛可以運作在不同的模式，以下是一些典型的運作模式。

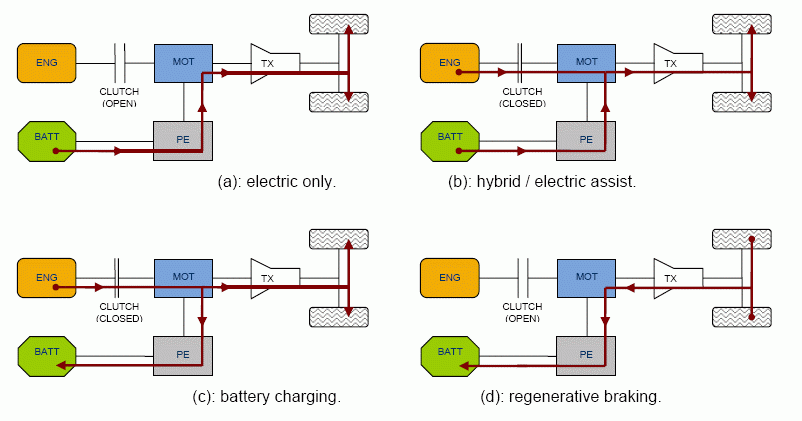

- 消耗電量模式，也稱為EV模式，只用電池作為動力來源。
- 混合模式，也稱為電力輔助模式，同時用引擎和電池作為動力來源。
- 電池充電模式，以引擎作為動力來源，產生的功率也來讓電池充電。
- 回昇模式，出現在車輛減速時，引擎不輸出動力，由車輛剎車產生的功率讓電池充電。

## 車後市場
在零部件市场（車後市場）中也有針對車輛改裝為混合動力的零組件。
車後市場的方案是指客戶將電動車改裝配件、混合動力動力源（馬達和引擎）或是純電動力源（只有馬達）提供給車廠組裝，再由車廠交付已組裝好的車輛。也可以靠售後安裝廠商在車架上加入電動或是混合動力的驅動裝置。
中佛罗里达大学的設計團隊On the Green在2013年發展用螺栓固定的混合動力轉換配件，將舊型的車輛轉換為氣電混合車。
有加州的工程師將1966年野馬汽車的動力系統改為交流發電機（alternator）以及12 kW（峰值功率30 kW peak）的無刷馬達。在燃油里程和動力上都有提昇。

## 外部連結
- Hybrid Cars Need Special Mechanics at HowStuffWorks
- The Rise of the REEV
- Serial Hybrids Are Here - Ecoworld.com
- Air Car video （页面存档备份，存于）
- Zeroshift hybrid and electric vehicle Transmission (EV transmission) Systems